# Get Smart (film)
Get Smart is een Amerikaanse komische film uit 2008 onder regie van Peter Segal. De film is gebaseerd op de gelijknamige serie uit 1965. Hoofdrollen worden vertolkt door Steve Carell, Anne Hathaway, Alan Arkin, Dwayne Johnson en Terence Stamp.

## Verhaal
Maxwell Smart, de topanalist van Amerika's beste geheime organisatie CONTROL, droomt ervan ooit een veldagent te worden net als zijn idool, Agent 23. Ondanks zijn hoge scores bij de benodigde testen, weigert het hoofd van CONTROL (die door iedereen Chief wordt genoemd) hem de baan daar hij denkt dat Max te waardevol is als analist. Dit verandert wanneer CONTROL wordt aangevallen door de KAOS-organisatie, geleid door een man die enkel bekendstaat als Siegfried. Bijna alle agenten van CONTROL komen om bij de aanval. Max krijgt zijn promotie. Hij wordt veldagent onder de codenaam 86. Zijn partner wordt een vrouwelijke agent met als codenaam 99.
Max en 99 reizen af naar Rusland om te onderzoeken hoe KAOS een aantal nucleaire wapens in handen heeft weten te krijgen. Onderweg bewijst Max dat hij ondanks het feit dat hij onervaren is als veldagent, toch een goede agent kan zijn. Hij en 99 lijken bovendien gevoelens voor elkaar te hebben. 99 wil echter een relatie voorkomen daar ze ooit een missie liet mislukken omdat ze verliefd werd op haar partner. Het duo infiltreert bij de nucleaire fabriek van KAOS, die vermomd is als een bakkerij. Max en 99 blazen de fabriek op. Wanneer agent 23 later de ruïnes van de fabriek onderzoekt, vindt hij geen sporen van nucleaire wapens. Hierdoor begint CONTROL te denken dat Max een dubbelspion is.
Siegfried onthult dat KAOS de nucleaire wapens al voor de komst van Max en 99 heeft gedistribueerd naar een aantal van Amerika’s grootste vijanden. Als de Amerikaanse overheid KAOS niet 200 miljard dollar losgeld betaalt, zal Siegfried al deze vijanden de activeringscodes van de wapens geven. Om zijn dreigement kracht bij te zetten besluit hij Los Angeles te bombarderen terwijl de president daar op bezoek is. De vicepresident gelooft de dreigementen van KAOS echter niet. 99, 23 en Chief proberen hem tevergeefs te overtuigen. Max, die op dat moment wordt vastgehouden voor ondervraging, ontsnapt en reist af naar Los Angeles. Daar ontdekt hij dat agent 23 de werkelijke dubbelagent is die KAOS had gewaarschuwd over de komst van Max en 99.
23 gijzelt 99 en vlucht met de ontsteker van de nucleaire bom. Max en Chief zetten de achtervolging in. Ze slagen erin 99 te redden. 23 komt om wanneer zijn auto wordt geramd door een trein. Nu moeten ze de bom nog onschadelijk maken. Deze is verborgen in de Walt Disney Concert Hall, waar de president een concert bezoekt. De bom zal afgaan wanneer het orkest de laatste noten speelt van Beethovens "Symfonie nr. 9". Max slaagt erin dit net op tijd te voorkomen. Siegfried die net de stad uitrijdt, probeert te vluchten. Hij wordt door zijn handlanger, Dalip, uit de vluchtauto in een rivier gegooid nadat hij Dalip een keer te veel beledigt.
Nu Siegfried weg is, is er niemand meer die de activeringscodes kent van de nucleaire wapens. Daarmee is het gevaar geweken. 99 en Max beginnen officieel een relatie.

## Rolverdeling
| Acteur            | Personage         |
| ----------------- | ----------------- |
| Steve Carell      | Maxwell Smart     |
| Anne Hathaway     | Agent 99          |
| Dwayne Johnson    | Agent 23          |
| Alan Arkin        | The Chief         |
| Terence Stamp     | Siegfried         |
| Masi Oka          | Bruce             |
| Nate Torrence     | Lloyd             |
| Ken Davitian      | Shtarker          |
| Terry Crews       | Agent 91          |
| David Koechner    | Larabee           |
| James Caan        | De President      |
| Dalip Singh       | Dalip             |
| Bill Murray       | Agent 13          |
| Geoff Pierson     | De Vice-President |
| Patrick Warburton | Hymie             |

## Achtergrond

### Reacties
De film werd met gemengde reacties ontvangen. In juni 2008 scoorde de film een 53% op Rotten Tomatoes.
In het openingsweekend bracht de film $38.683.480 op in 3.911 bioscopen in de Verenigde Staten en Canada. Daarmee was de film de meest succesvolle film van dat weekend. In totaal bracht de film wereldwijd $223.030.585 op.